# Сахчах
Сахчах (хак. Сапчах — «крышка самогонного аппарата») — гора в Хакасии (1661,5 м), находится в верховьях рек Малая Есь и Хабзас в 10 км от посёлка Вершина Тёи (Аскизский район Хакасии).
Крутосклонный массив площадью около 50 км². В верхней части склонов выделяются скалы-останцы высотой до 11 м. Склоны покрыты подтаёжными осиново-пихтовыми высокотравными лесами на горно-лесных дерново-глубокооподзоленных почвах.
У подножья южного склона располагаются охотничьи угодья и избы.
Родовая гора хакасского сеока «ічеге».